# Gwyneth Paltrow
Gwyneth Kate Paltrow (gwɪnəθ'pæltroʊ; født 27. september 1972) er en polsk-amerikansk Academy Award-, Golden Globe- og dobbelt Screen Actors Guild Awards-vindende skuespiller. Hun har tidligere været gift med Coldplay-forsangeren Chris Martin, men i 2014 annoncerede parret, at de var separeret.

## Biografi

### Opvækst
Paltrow blev født i Los Angeles, Californien, som datter af film- og tv-instruktøren, forfatter og producer Bruce Paltrow og skuespilleren Blythe Danner. Hendes far er jøde og hendes mor er kvæker af delvist amerikansk-hollandsk afstamning. Paltrow har en yngre bror, Jack Paltrow og hun er kusine til skuespilleren Katherine Moennig, som nok er bedst kendt for sin rolle som Jacqueline "Jack" Pratt i den amerikanske tv-serie Young Americans, og skuespilleren Shane McCutcheon fra The L Word.
Paltrow voksede op i Santa Monica, Californien, hvor hun gik på Crossroads School før hun flyttede og gik på Spence School, en privat pigeskole i New York City, hvor også Emmy Rossum, Kerry Washington og Sally Pressman har gået. Senere studerede hun i en kort periode kunsthistorie på University of California i Santa Barbara, før hun afbrød sine studier og begyndte at lave skuespil. Da Paltrow var femten var hun udvekslingsstudent en måned i den spanske by, Talavera de la Reina, hvor hun lærte at tale spansk.

### Tidlige karriere: 1990-1994
Paltrow havde sin professionelle scenedebut i 1990, og hendes seneste sceneoptræden var i stykket Proof på Londons Donmar Warehouse. Hendes debutfilm var Shout fra 1991. Hun medvirkede også i Hook (1991), Malice (1993) og Flesh and Bone (1993).

### Gennembrud: 1995-2000
Paltrow medvirkede i thrilleren Se7en overfor Brad Pitt og Morgan Freeman i 1995, og filmen blev modtaget med stor succes. Da hun i 1996 medvirkede i filmen Emma, modtog hun mange positive kritiske anmeldelser, især i Storbritannien for hendes imponerende britiske accent, såvel som i Europa og Asien.
To år senere medvirkede hun i filmen Shakespeare in Love, hvor hun spillede William Shakespeares fiktive elsker, hvor Shakespeare blev spillet af Joseph Fiennes. Filmen indtjente mere end $100 mio. i USA ved box office og den indtjente adskillige priser. Shakespeare in Love vandt en Golden Globe for Best Motion Picture-Musical or Comedy og Best Screenplay, såvel som en Academy Award for Best Picture Paltrow vandt også Outstanding Performance by a Female Actor in a Leading Role fra Screen Actors Guild. Senere samme år vandt Paltrow en Oscar for Best Actress. Det efterfølgende år medvirkede Paltrow i flere forskellige film, som fx A Perfect Murder. I 1999 var Paltrow med i filmen The Talented Mr. Ripley, som indtjente over $80 millioner i USA og modtog gode anmeldelser.

### 2000-nu
Indtil for nylig, trods en relativ lav profil, så har Paltrow formået at opretholde en stabil filmkarriere med få kritisk anmeldte filmroller, såsom Proof (2005) og The Royal Tenenbaums (2001). 
 Publikum fik deres første smagsprøve på Paltrow evner inden for sang, da filmen Duets fra 2000 udkom, hvor hendes medskuespiller var sangeren Huey Lewis, der spillede Paltrows karaoke-elskende og udstødte far, og instruktøren af filmen var Paltrows egen far, Bruce Paltrow. Hen mod enden af filmen forenes de to hovedfigurer og sammen synger de Smokey Robinsons sang "Cruisin'". Sangen blev modtaget godt og blev udgivet som single, hvor den endte som nummer 2 i Australien, imens Paltrows version af sangen af Kim Carnes klassiker "Bette Davis Eyes" opnåede en 3. plads.
I et interview med The Guardian har Paltrow indrømmet, at hun har inddelt sin karriere ind i film hun lavede fordi hun ville, og film hun lavede for pengenes skyld: The Royal Tenenbaums, Proof og Sylvia indgår i den førstnævnt kategori, mens View from the Top og Hals Store Kærlighed endte i den sidste.
Siden Paltrow vandt en Oscar for filmen Shakespeare In Love, har hendes filmsucces blevet mindre bemærkelsesværdigt. Hun har sagt, at hun var ude af stand til at klare presset, sådan at hun gjorde flere forkerte valg med henhold til nye filmroller, idet hun indvilligede i film, der kun gik efter at vinde. Paltrow har også haft flere cameo, såsom hendes optræden i filmen Love and Other Disasters med Brittany Murphy og adskillige andre små roller, som hendes rolle i Running With Scissors og Infamous, i hvilken hun sang Cole Porters "What Is This Thing Called Love?".
Hun optrådte i 2005 i filmen Proof, der er baseret på stykket af samme navn, i hvilken hun spiller den unge prota.., matematiker og datter Catherine.
I 2008 medvirkede hun filmen Iron Man som Pepper Potts, hendes første blockbuster i flere år. Paltrow fortalte en reporter at hun egentlig var meget tvivlende over at skulle medvirke i sådan en storfilm, men at hun blev overtalt af Robert Downey Jr.; hovedrollen i filmen, og instruktøren Jon Favreau. Paltrow genkaldte sig en samtale med Downey Jr., hvor hun sagde:
| Citat | "... Robert ringede til mig og han sagde: 'Det her skal nok blive sjovt, og det her skal nok blive godt.' Så sagde han til mig: 'Vil du være med i en film som folk vil se?'. Og jeg var sådan; 'Whoa! Hvordan ville det føles?' Og han havde ret. Filmlavning er ikke ment til at være en onaneringsøvelse; det er meningen at skulle deles med andre mennesker..." | Citat |
|       | |       |

### Andet arbejde
I maj 2005 blev Paltrow Estée Lauders nye ansigt med lanceringen af parfumen Pleasures. Hun mødte op i Chicago den 17. august 2007 for at give autografer, og den 8. juli 2007 var hun med til lanceringen af Lauders nye parfume Sensuous i New York sammen med andre talsmodeller. Estée Lauder donerede mindst $500.00 mio. af indtjeningen af "Pleasures Gwyneth Paltrow" til forskning for brystkræft.
Paltrow er også medlem af Robin Hood Foundation, en velgørenhedsorganisation, der forsøger at afhjælpe problemer, der er skabt pga. fattigdom i New York City. 
 I 2006 blev hun det nye ansigt for Bean Pole International, et koreask modehus. Hun medvirkede sammen med Daniel Henney i adskillige reklamer for mærket. I oktober 2007 underskrev Paltrow kontrakt med tv-stationen PBS for at medvirke i tv-serien: Spain... on the road Again, tv-serie der undersøger Spaniens mad og kultur.

### Privatliv
Paltrow havde et meget offentligt kærlighedsforhold og åben forlovelse til Brad Pitt, som hun datede fra 1995 til 1997. Hun har udtalt, at hun fortrød, at hun slog op med Pitt, da hun under et interview med Diane Sawyer sagde, at hun ønskede ham godt, og at hun ikke kunne forstå, at han ville være sammen med hende, da hun var så "skør". Pitt og Paltrow var sammen i over 3 år. Paltrow har også haft forhold til Ben Affleck, Luke Wilson, Christopher Heinz og Robert Sean Leonard.
Da hun fyldte 30 år, udtalte hun: "... Jeg havde den mest fantastiske fødselsdagsweekend, indtil min far døde 6 dage efter. Det har været det dårligste år i mit liv, og det vil det blive ved med at være ...".
Den 5. december 2003 giftede Paltrow sig med sangeren Chris Martin fra det britiske rockband Coldplay ved en hemmelig bryllupsceremoni i Sydcalifornien på et hotel; hun mødte Chris backstage under en af hans bands koncerter. 
Fem måneder senere, den 14. maj 2004 fødte Paltrow deres første barn, en pige, der blev navngivet Apple Blythe Alison Martin, i London. En af Martins bandmedlemmer havde faktisk allerede en datter, der hed Apple og Paltrow og Chris spurgte, om de ikke kunne "låne" det samme navn til deres datter. Paltrow forklarede det usædvanlig fornavn i Oprah, da hun udtalte:
| Citat | "... Det lød så sødt og det fremkaldte sådan et skønt billede for mig - du ved, æbler er så søde og de er sunde og det er bibelsk symbol - og jeg synes bare det lød så skønt og... rent! Og jeg tænkte bare, "Perfekt!..." | Citat |
|       | |       |

Barnets gudfar er Simon Pegg, og Paltrow har bekræftet at Apple vil bruge sit mellemnavn, når hun begynder i skole. Paltrow bor i øjeblikket to steder; New York og Belsize Park i London, et hus, solgt af Kate Winslet.
I januar 2006 annoncerede Paltrow at "... Siden min datter kom til verdenen, så har jeg ikke arbejdet meget igennem valg. Og med en anden baby på vej, så tror jeg ikke jeg vil lave ret meget det næste år og måske længere frem...". Parrets andet barn, en dreng navngivet Moses Bruce Anthony Martin, kom til verdenen den 8. april 2006 på New York Citys Mount Sinai Hospital. Deres søns navn blev forklaret med sangen som hendes mand skrev til hende kort før deres hemmelige bryllup, der hed "Moses".
I maj 2005 kom det frem at Paltrow havde lidt af depression efter sin fars død.
Paltrow udøver yoga, og følger en makrobiotisk diet, selvom at hun, i 2005, udtalte til bladet People, at "...Jeg er ikke så striks med det som tidligere. Nu og da tager jeg mig et stykke ost eller hvid mel, men jeg tror stadig på fuldkornskerner og intet sukker...".
Paltrow fik efter en optræden i Saturday Night Live, hvor hun spillede Sharon Stone i en sketch om hende og hendes daværende mand, Phil Bronstein, et meget dårligt venskab til Stone. Paltrow er gode venner med sangerinden Madonna,som hun deler sin personlige træner med, og modedesigneren Valentino. Steven Spielberg er også en nær ven af familien. Paltrow var også gode venner med Winona Ryder indtil hun slog op med Ben Affleck.
Den 27. september 2006, sang Paltrow en duet med rapperen Jay-Z under hans koncert i Royal Albert Hall. Hun sang omkvædet i sangen "Song Cry", fra rapperens album Blueprint. I et interview med speciel opmærksomhed mod hendes musikalske optræden, fortalte hun, at det var meningen at hun skulle til koncerten, men ikke at hun skulle synge. Hun sagde også: "... Jeg er fan af Jay-Z. Han er min bedste ven...". Hendes mand, Chris Martin, optrådte senere sammen med samme rapper, med sangen "Beach Clair" fra Jay-Zs album Kingdom Come.
I december 2006, blev Paltrow noteret for at have udtalt til et portugisisk medie, at hun mente at britiske mennesker var mere civiliserede og intelligente end amerikanere. Paltrow har siden benægtet denne udtalelse og har fortalt til People, at hun aldrig har givet et interview til noget portugisisk medie, men prøvede under en pressekonference i Spanien at sige på spansk at Europa var en "ældre kultur" og amerikanerne "lever for at arbejde". Bladet Diário de Notícias forklarede i december, 2006, at de ikke havde omskrevet hendes kommentar fra et tidligere interview eller pressekonference, men snarere fra en engelsk-artikel. Paltrow insisterede på, at hun blev misforstået, da hun under et interview i 2007 sagde:
| Citat | "... Jeg elsker Amerika, og jeg er amerikansk hele vejen igennem. Men det konservative medie vil ikke give slip og komme videre... Folk elsker når man får et øgenavn og så, du ved, de har ligesom lavet det her hul til dig, som du skal passe ned i..." | Citat |
|       | |       |

I maj 2008-udgaven af magasinet Vogue, afslørede Paltrow at hun havde lidt af en fødselsdepression efter at have født sit andet barn, Moses. Hun udtalte at hun følte sig "ude af sin krop", "isoleret", "nede" og "pessimistisk".
I et interview fra 2007 udtalte Paltrow at hun ikke var sikker på at hun ville have flere børn. "... Min mand er meget interesseret i at adoptere...", fortalte hun intervieweren. "... Så jeg ved ikke, jeg er ligesom åben for alt muligt...".

### Trivia
- Mødtes med James Cameron for rollen om Rose til filmen Titanic.
- Paltrows navn kan flere gange i løbet af serien St. Elsewhere høres i P.A. systemet. Paltrows far, Bruce Paltrow, var seriens producer.
- Takkede nej til rollen som Rachel Keller i gyserfilmen The Ring.
- Havde egentlig fået rollen som Ava Gardner i filmen The Aviator, men sprang fra igen.

## Filmografi
| År            | Film                                                     | Rolle                         | Bemærkninger |
| ------------- | -------------------------------------------------------- | ----------------------------- | --- |
| 1991          | Shout                                                    | Rebecca                       | |
| 1991          | Hook                                                     | Wendy Darling som ung         | |
| 1993          | Deadly Relations                                         | Carol Ann Fagot               | |
| 1993          | Malice                                                   | Paula Bell                    | |
| 1993          | Flesh and Bone                                           | Ginny                         | |
| 1994          | Mrs. Parker and the Vicious Circle                       | Paula Hunt                    | |
| 1995          | Higher Learning                                          | Elev                          | ukrediteret |
| 1995          | Jefferson in Paris                                       | Patsy Jefferson               | |
| 1995          | Se7en                                                    | Tracy Mills                   | Nomineret - Saturn Award for Best Supporting Actress |
| 1995          | Moonlight and Valentino                                  | Lucy Trager                   | |
| 1996          | Hard Eight                                               | Clementine                    | |
| 1996          | The Pallbearer                                           | Julie DeMarco                 | |
| 1996          | Emma                                                     | Emma Woodhouse                | Satellite Award for Best Actress - Motion Picture Comedy or Musical |
| 1998          | Out of the Past                                          | Sarah Orne Jewett             | stemme |
| 1998          | Sliding Doors                                            | Helen Quilley                 | Russian Guild of Film Critics - Best Foreign Actress Florida Film Critics Circle Award for Best Actress San Diego Film Critics Society Award |
| 1998          | Store forventninger (original titel: Great Expectations) | Estella Havisham              | |
| 1998          | Hush                                                     | Helen Baring                  | |
| 1998          | A Perfect Murder                                         | Emily Bradford Taylor         | |
| 1998          | Shakespeare in Love                                      | Viola De Lesseps              | Academy Award for Best Actress Golden Globe Award for Best Actress - Motion Picture Musical or Comedy Screen Actors Guild Award for Best Actress - Motion Picture Screen Actors Guild Award for Best Cast - Motion Picture Empire Award for Best Actress MTV Movie Award for Best Kiss Delte med with Joseph Fiennes Nomineret - BAFTA Award for Best Actress in a Leading Role Nomineret - Satellite Award for Best Actress - Motion Picture Comedy or Musical Nomineret - MTV Movie Award for Best Female Performance Nominated - Online Film Critics Society Award for Best Actress |
| 1999          | The Talented Mr. Ripley                                  | Marge Sherwood                | |
| 2000          | The Intern                                               | Som sig selv                  | ukrediteret |
| 2000          | Duets                                                    | Liv                           | |
| 2000          | Bounce                                                   | Abby Janello                  | Nomineret - MTV Movie Award for Best Kiss Delte med Ben Affleck |
| 2001          | The Anniversary Party                                    | Skye Davidson                 | |
| 2001          | The Royal Tenenbaums                                     | Margot Tenenbaum              | Nominaeret - Satellite Award for Best Actress - Motion Picture Comedy or Musical Nomineret - Phoenix Film Critics Society Award for Best Cast |
| 2001          | Hals Store Kærlighed                                     | Rosemary Shanahan             | |
| 2002          | Searching for Debra Winger                               | Som sig selv                  | Dokumentar |
| 2002          | Austin Powers in Goldmember                              | Dixie Normous i 'Austinpussy' | |
| 2002          | Possession                                               | Maud Bailey                   | |
| 2003          | View from the Top                                        | Donna Jensen                  | |
| 2003          | Sylvia                                                   | Sylvia Plath                  | |
| 2004          | Sky Captain and the World of Tomorrow                    | Polly Perkins                 | Nomineret - MTV Movie Award for Best Kiss Delte med Jude Law |
| 2005          | Proof                                                    | Catherine                     | Nomineret - Golden Globe Award for Best Actress - Motion Picture Drama |
| 2006          | Infamous                                                 | Kitty Dean                    | |
| 2006          | Love and Other Disasters                                 | Hollywood Jacks               | |
| 2006          | Running with Scissors                                    | Hope Finch                    | |
| 2007          | The Good Night                                           | Dora                          | |
| 2008          | Iron Man                                                 | Virginia "Pepper" Potts       | |
| 2008          | Two Lovers                                               | Michelle                      | |
| 2008          | Spain... on the road Again                               | Som sig selv                  | En 13-episoder lang madrejse med Mario Batali, Mark Bittman, & Claudia Bassols |
| 2009          | King Lear                                                | Regan                         | |
| 2010          | Iron Man 2                                               | Virginia "Pepper" Potts       | |
| 2010-11, 2014 | Glee (TV-serie)                                          | Holly Holiday                 | |